# Chu Do Lang
Minh Chiêu Tông (chữ Hán: 明昭宗; 1 tháng 11 năm 1623 – 1 tháng 6 năm 1662), tên thật là Chu Do Lang (朱由榔), ông cai trị trong khoảng thời gian từ năm 1646 – 1662, là vị vua cuối cùng của triều đại nhà Nam Minh, cũng là vị vua cuối cùng của cơ nghiệp Đại Minh, đây là hoàng đế người Hán cuối cùng ở Trung Quốc. Trong đời cai trị của ông chỉ có 1 niên hiệu là Vĩnh Lịch (nghĩa là: trị nghiệp vĩnh viễn) nên còn gọi là Vĩnh Lịch Đế (永历帝).

## Thân thế
Chu Do Lang là cháu nội của Minh Thần Tông, cha của ông là Quế Đoan vương Chu Thường Doanh (桂端王.朱常瀛) – Hoàng tử thứ 7 của Thần Tông. Sau khi anh trai của ông qua đời mà không có người nối dõi, Chu Do Lang được tập phong làm Quế vương (桂王).

## Làm Hoàng đế

### Nội loạn quyền bính
Tháng 10 năm 1646, Long Vũ Đế Chu Duật Kiện bị quân Thanh bắt giết. Sau khi chính quyền Long Vũ diệt vong, Chu Duật Việt, em của Long Võ Đế từ Phúc Kiến chạy đến Quảng Châu. Tháng 12 năm đó, quần thần Nam Kinh tôn Việt làm Đế, cải nguyên là Thiệu Vũ (绍武). Sau khi Thiệu Võ Đế lên ngôi, trong tháng đó Chu Do Lang cũng lên ngôi tại Triệu Khánh, lấy niên hiệu là Vĩnh Lịch. Hai bên đánh nhau liên miên để tranh đoạt địa vị chính thống. Lý Thành Đống (李成栋) của quân Thanh thừa lúc 2 bên tàn sát lẫn nhau đã tiến đánh khu vực Triều Châu, Huệ Châu của Quảng Đông, lệnh cho quan lại đã đầu hàng giữ nghiêm bí mật, khiến Thiệu Vũ Đế không biết chuyện.
Ngày 25 tháng 12 năm đó, quân Thanh đột nhiên tấn công Quảng Châu, Thiệu Vũ Đế bị bắt, tối đó ông thắt cổ tự vẫn. Trước sự tấn công ồ ạt của quân Thanh, Vĩnh Lịch Đế buộc phải rút về Quế Lâm, rồi từ đó chạy về Giang Tây, Hồ Nam rồi Nam Ninh. Năm 1658, Quế vương rút lui về Côn Minh ở Vân Nam.

### Tuẫn quốc
Sau hàng loạt chiến thắng lẫy lừng tại Quế Lâm, Hành Dương của Lý Định Quốc, không ngờ chỉ vì những hiềm khích, nghi kỵ lẫn nhau do các tướng soái dưới quyền gây ra mà dẫn đến biết bao rắc rối. Năm 1661, ông chạy sang Miến Điện náu thân. Lý Định Quốc đã tích cực cho người trốn đến Miến Điện liên lạc với Quế vương, tự mình đưa quân đến để đón rước. Khi quân Minh và Miến Điện xảy ra xung đột, Vĩnh Lịch Đế chỉ muốn cầu an, hạ chiếu cho Lý Định Quốc rút quân trở về. Định Quốc xem chiếu mà đau xót, than rằng: "Đại Minh hết rồi!".
Lúc này, quân Thanh đã tiến sát biên giới Trung – Miến, người Miến đem Vĩnh Lịch Đế giao nộp cho phản tướng Ngô Tam Quế. Ngô Tam Quế sai người bí mật thắt cổ ông trong một tòa miếu nhỏ tại Côn Minh.

## Miếu hiệu, thuỵ hiệu
Trịnh Kinh (con trưởng của Trịnh Thành Công) dâng thuỵ cho Vĩnh Lịch Đế là Ưng Thiên Thôi Đạo Mẫn Nghị Cung Kiệm Kinh Văn Vĩ Vũ Thể Nhân Khắc Hiếu Khuông Hoàng đế (應天推道敏毅恭儉經文緯武體仁克孝匡皇帝), đặt miếu hiệu là Chiêu Tông (昭宗), đồng thời truy phong cho vợ con của Vĩnh Lịch Đế.

## Gia quyến
- Thân phụ: Quế Đoan vương Chu Thường Doanh (桂端王.朱常瀛), được Vĩnh Lịch dâng miếu hiệu là Lễ Tông (禮宗), thuỵ là Thể Thiên Xương Đạo Trang Nghị Ôn Hoằng Hưng Văn Tuyên Vũ Nhân Trí Thành Hiếu Đoan Hoàng đế (體天昌道莊毅溫弘興文宣武仁智誠孝端皇帝)
- Đích mẫu: Lã thị (呂氏; ? – 1619), nguyên phối của Quế Đoan vương, được truy tôn Hiếu Khâm Tĩnh Thục Từ Kính Thiên Chiêu Dự Bảo Khang Đoan Hoàng hậu (孝欽靜淑慈敬天昭豫保康聖端皇后)
- Đích mẫu: Vương thị (王氏; 1594 – 1651), kế thất. Vĩnh Lịch đế khi lên ngôi tôn bà là Ninh Thánh Từ Túc Hoàng thái hậu (寧聖慈肅皇太后), qua đời được truy thuỵ Hiếu Chính Trang Dực Đôn Nhân Đoan Huệ Thiên Thánh Hoàng thái hậu (孝正莊翼敦仁端惠天聖皇太后)
- Sinh mẫu: Mã thị (馬氏; 1578 – 1669), thiếp thất, được truy tôn Chiêu Thánh Từ Huệ Nhân Thọ Hoàng thái hậu (昭聖慈惠仁壽皇太后). Về sau quay về Bắc Kinh, được nhà Thanh trợ cấp sinh hoạt đến khi qua đời.

### Thê thiếp
1. Hiếu Cương Khuông Hoàng hậu Vương thị (王氏; ? – 1662), bị thắt cổ cùng với Vĩnh Lịch Đế, Trịnh Thành Công truy thuỵ là Hiếu Cương Mẫn Túc Triết Thận Chính Hoà Ứng Thiên Thuận Khuông Hoàng hậu (孝剛敏肅哲慎正和應天順聖匡皇后)
2. Đới Quý nhân (戴貴人), bị thắt cổ cùng với Vĩnh Lịch Đế
3. Dương Quý nhân (楊貴人), bị thắt cổ cùng với Vĩnh Lịch Đế

### Con cái
1. Chu Từ Tước (朱慈爝; 1645 – ?), không rõ mẹ là ai. Khi quân Thanh tràn vào Quảng Đông thì chạy trốn cùng Vĩnh Lịch Đế, sau đó mất tích, về sau được truy phong Hoài Mẫn Thái tử (怀愍太子)
2. Chu Từ Thả (朱慈𤇅; 1646 – ?), bị bỏ lại cùng với mẹ tại Triệu Khánh, không rõ tung tích, về sau truy phong Điệu Mẫn Thái tử (悼愍太子)
3. Chu Từ Huyên (朱慈煊; 1648 – 1662), mẹ là Vương Hoàng hậu, bị giết cùng cha mẹ tại Côn Minh, về sau truy phong Ai Mẫn Thái tử (哀愍太子)
4. Chu Từ Lập (朱慈𤇥; 1650 – ?), mẹ là Vương Hoàng hậu, chết sớm, truy phong Nguyên Ai vương (沅哀王)
5. Chu Từ Vĩ (朱慈炜; 1654 – 1655), mẹ là Đới Quý nhân, chết non, truy phong Phù Điệu vương (涪悼王)
6. Chu Từ Tập (朱慈熠; 1654 – 1655), mẹ là Vương Hoàng hậu, chết non, truy phong Miện Thương vương (沔殇王)
7. Chu Từ Trác (朱慈焯; 1654 – 1656), mẹ là Dương Quý nhân, chết non, truy phong Lễ Xung vương (澧沖王)